# Tennessee Titans 2025
La stagione 2025 dei Tennessee Titans sarà la 56ª della franchigia nella National Football League, la 66ª complessiva, la 29ª nello stato del Tennessee, la loro prima sotto la guida di un nuovo general manager da determinare e la seconda con Brian Callahan come capo-allenatore. Avendo terminato la stagione precedente con il peggior record della lega, i Titans detenevano la prima scelta assoluta nel draft NFL 2025 per la prima volta dal Draft 2016, quando la cedettero ai Rams. Il club l'ha utilizzata per scegliere il quarterback All-American Cam Ward da Miami. La squadra cercherà di migliorare il suo record di 3-14 della stagione 2024.

## Scelte nel Draft 2025

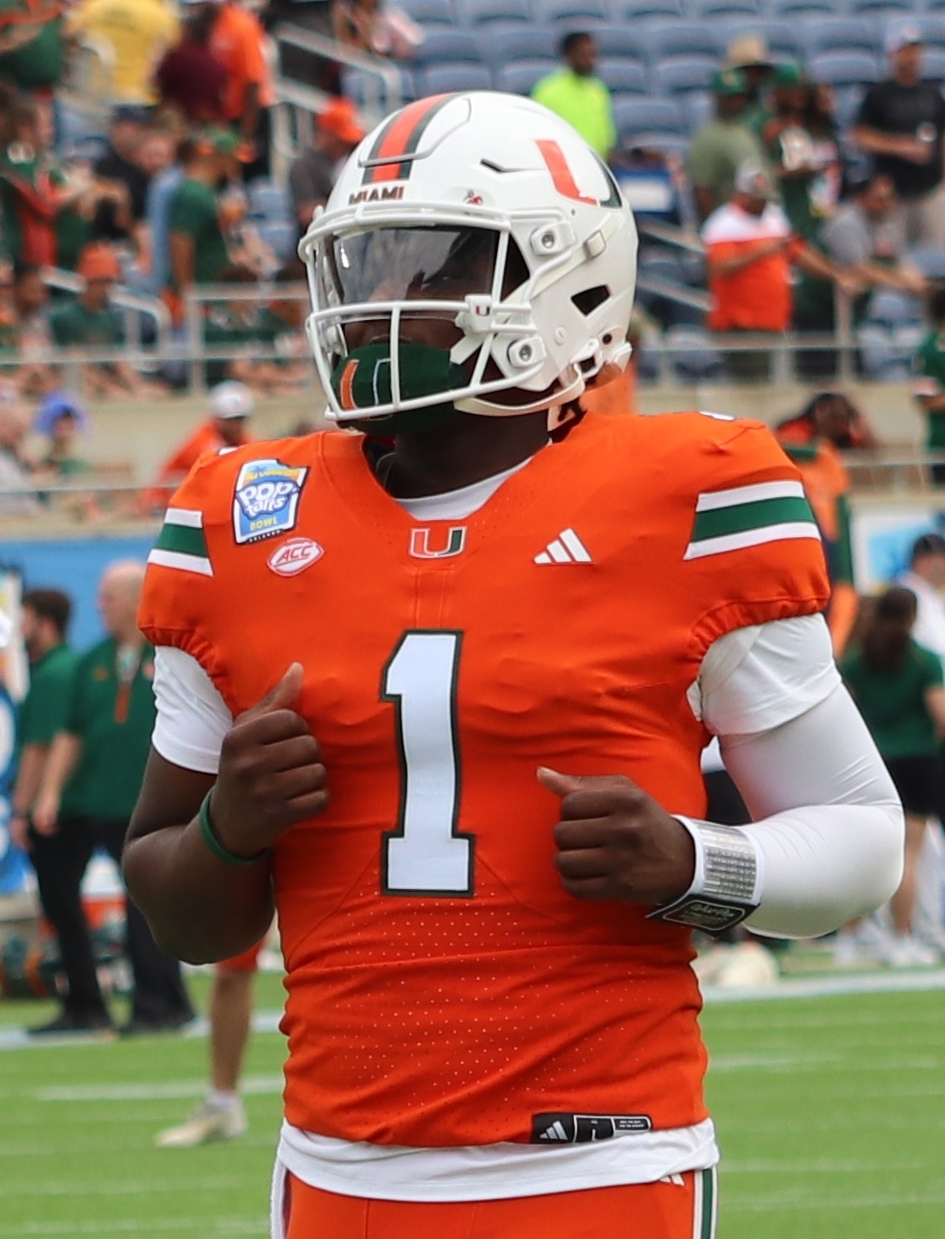
La prima scelta assoluta del Draft 2025 Cam Ward

| Scelte dei Titans nel Draft 2025 |        |                                      |                                      |                                      |                           |
| Giro                             | Scelta | Giocatore                            | Ruolo                                | College                              | Note                      |
| 1                                | 1      | Cam Ward                             | QB                                   | Miami                                |                           |
| 2                                | 35     | Scambiata con i Seattle Seahawks     | Scambiata con i Seattle Seahawks     | Scambiata con i Seattle Seahawks     |                           |
| 2                                | 52     | Oluwafemi Oladejo                    | DE                                   | UCLA                                 | da Pittsburgh via Seattle |
| 3                                | 66     | Scambiata con i Kansas City Chiefs   | Scambiata con i Kansas City Chiefs   | Scambiata con i Kansas City Chiefs   |                           |
| 3                                | 82     | Kevin Winston Jr.                    | S                                    | Penn State                           | da Seattle                |
| 4                                | 103    | Chimere Dike                         | WR                                   | Florida                              |                           |
| 4                                | 120    | Gunnar Helm                          | TE                                   | Texas                                | da Seattle                |
| 4                                | 136    | Elic Ayomanor                        | WR                                   | Stanford                             | da Baltimore              |
| 5                                | 141    | Scambiata con i Baltimore Ravens     | Scambiata con i Baltimore Ravens     | Scambiata con i Baltimore Ravens     |                           |
| 5                                | 167    | Jackson Slater                       | G                                    | Sacramento State                     | da Kansas City            |
| 6                                | 178    | Scambiata con i Baltimore Ravens     | Scambiata con i Baltimore Ravens     | Scambiata con i Baltimore Ravens     |                           |
| 6                                | 183    | Marcus Harris                        | CB                                   | California                           | da Baltimore              |
| 6                                | 188    | Kalel Mullings                       | RB                                   | Michigan                             | da Dallas                 |
| 7                                | 217    | Scambiata con i New England Patriots | Scambiata con i New England Patriots | Scambiata con i New England Patriots |                           |
| 7                                | 239    | Scambiata con i Dallas Cowboys       | Scambiata con i Dallas Cowboys       | Scambiata con i Dallas Cowboys       |                           |

## Staff
| Staff dei Tennessee Titans |
| --- |
| Organi dirigenziali - Proprietario – KSA Industries - Proprietaria controllante – Amy Adams Strunk - Presidente/amministratore delegato – Burke Nihill - Presidente delle operazioni del football – Chad Brinker - General manager – Mike Borgonzi - Assistente general manager – Dave Ziegler - Vice presidente delle operazioni del football – Vin Marino - Direttore degli osservatori – AJ Highsmith - Direttore degli osservatori del college – Jon Salge - Assistente del direttore degli osservatori del college – Dale Thompson - Direttore degli osservatori dei professionisti – Brian Gardner - Assistente del direttore degli osservatori dei professionisti – Kevin Turks - Vice presidente/consulente del football – Reggie McKenzie - Direttore, ricerca sul football, sviluppo – Sarah Bailey - Assistente direttore della strategia sul football – Rob Riederer Capo allenatore - Brian Callahan Altri allenatori - Preparatore atletico – Zac Woodfin - Assistente p.a. – Brian Bell - Assistente p.a. – Mark Lovat - Assistente p.a. – Grant Thorne - Assistente prestazioni sportive – Haley Roberts - Assistente prestazioni sportive: allenamento velocità – John Shaw Allenatori dell'attacco - Coordinatore offensivo – Nick Holz - Quarterback – Bo Hardegree - Running back – Randy Jordan - Wide receiver – Tyke Tolbert - Assistente wide receiver – Payton McCollum - Tight end – Luke Stocker - Offensive line – Bill Callahan - Assistente offensive line – Scott Fuchs - Assistente attacco senior – Mike McCoy - Assistente attacco – Trevor Browder - Assistente attacco – Kylan Butler - Assistente attacco – Matt Jones Allenatori della difesa - Coordinatore difensivo – Dennard Wilson - Coordinatore gioco sulle corse – Travis Smith - Defensive line – Tracy Rocker - Linebacker – Frank Bush - Outside linebacker – Ben Bloom - Coordinatore gioco sui passaggi/cornerback – Tony Oden - Secondary/safety − Steve Jackson - Assistente difesa – Lori Locust - Assistente difesa – Steve Donatell Allenatori dello special team - Coordinatore dello special team – John Fassel - Assistente special team – Rayna Stewart - Assistente capo-allenatore – Tom Jones |

## Roster
| Roster dei Tennessee Titans |
| --- |
| Quarterback - 10 Brandon Allen - 15 Tim Boyle - 8 Will Levis - 1 Cam Ward Running Back - 32 Micah Bernard - 36 Julius Chestnut - 28 Kalel Mullings - 20 Tony Pollard - 2 Tyjae Spears Wide Receiver - 5 Elic Ayomanor - 16 Treylon Burks - 17 Chimere Dike - 14 Colton Dowell - 19 Jha'Quan Jackson - 11 Van Jefferson - 12 Mason Kinsey - 4 Tyler Lockett - 80 Bryce Oliver - 13 James Proche - 87 Xavier Restrepo - 0 Calvin Ridley - 82 T.J. Sheffield Tight End - 86 Drake Dabney - 84 Gunnar Helm - 88 David Martin-Robinson - 89 Thomas Odukoya - 85 Chigoziem Okonkwo - 81 Josh Whyle Offensive Linemen - 67 Chandler Brewer T - 78 Brandon Crenshaw-Dickson T - 79 Lloyd Cushenberry C - 71 Jaelyn Duncan T - 73 Blake Hance T - 66 Brenden Jaimes C - 55 JC Latham T - 62 Corey Levin G - 75 Dan Moore T - 60 Sam Mustipher C - 61 John Ojukwu T - 76 Andrew Rupcich G - 77 Peter Skoronski G - 64 Jackson Slater G - 72 Oli Udoh T - 70 Kevin Zeitler G Defensive Linemen - 95 Philip Blidi DT - 91 Keondre Coburn DE - 72 Cam Horsley NT - 69 Sebastian Joseph-Day DE - 97 James Lynch DE - 68 Devonte O'Malley DE - 76 Isaiah Raikes NT - 98 Jeffery Simmons DT - 93 T'Vondre Sweat NT - 96 Carlos Watkins DE Linebacker - 50 Cody Barton ILB - 58 Amari Burney ILB - 54 Lorenzo Carter OLB - 56 Desmond Evans OLB - 99 Ali Gaye OLB - 48 David Gbenda ILB - 51 Cedric Gray ILB - 92 Jaylen Harrell OLB - 57 Curtis Jacobs ILB - 45 Dre'Mont Jones OLB - 49 Arden Key OLB - 90 Titus Leo OLB - 7 Oluwafemi Oladejo OLB - 59 Anfernee Orji OLB - 41 Otis Reese ILB - 52 James Williams ILB Defensive Back - 39 Darrell Baker Jr. CB - 33 Kendell Brooks FS - 44 Mike Brown FS - 29 Jarvis Brownlee Jr. CB - 28 Jermari Harris CB - 26 Marcus Harris CB - 37 Amani Hooker SS - 32 Gabe Jeudy-Lally CB - 35 Jalen Kimber CB - 36 Clarence Lewis CB - 21 Roger McCreary CB - 42 Amani Oruwariye CB - 30 Mark Perry S - 40 Davion Ross S - 38 L'Jarius Sneed CB - 23 Kevin Winston Jr. S - 24 Julius Wood SS - 25 Xavier Woods FS Special Team - 46 Morgan Cox LS - 3 Johnny Hekker P - 6 Joey Slye K Roster aggiornato al 2 giugno 2025 87 attivi |
| Legenda - I rookie sono in corsivo. - Il primo ruolo è il principale mentre gli eventuali successivi indicano i ruoli secondari. - (IR) sta per Injured Reserve ed indica la lista ristretta per un solo giocatore infortunato che può tornare ad allenarsi dopo la settimana 6 e a rientrare in prima squadra dopo che questa ha giocato 8 partite. - (NF-Inj.) / (NF-Ill.) stanno rispettivamente per Non-Football Injured e Non-Football Illness ed indicano le liste dove viene inserito un giocatore che ha un infortunio o una malattia non dipendente dal football americano. - (PUP) sta per Physically Unable to Perform ed indica la lista dove viene inserito un giocatore mentre è in attesa di recuperare la condizione fisica. Nella stagione regolare dopo la sesta partita giocata dalla propria squadra, il giocatore ha tempo tre settimane per riprendere ad allenarsi, più tre settimane aggiuntive dal suo rientro agli allenamenti per rientrare in prima squadra. |

## Precampionato
Il 14 maggio 2025 furono annunciate le gare del precampionato.
| Precampionato |           |           |                        |           |        |                       |             |         |
| Settimana     | Data      | Ora (CT)  | Avversario             | Risultato | Record | Stadio                | TV          | Sintesi |
| 1             | 9 agosto  | 6:30 p.m. | @ Tampa Bay Buccaneers | S 7-29    | 0-1    | Raymond James Stadium | NFL Network | Sintesi |
| 2             | 15 agosto | 6:00 p.m. | @ Atlanta Falcons      | V 23-20   | 1-1    | Mercedes-Benz Stadium | NFL Network | Sintesi |
| 3             | 22 agosto | 7:00 p.m. | Minnesota Vikings      | -         | -      | Nissan Stadium        | CBS         | -       |

## Stagione regolare

### Calendario
Il calendario della stagione regolare fu reso noto il 14 maggio 2025.
| Stagione regolare |                    |                    |                        |                    |                    |                            |                    |                    |
| Settimana         | Data               | Ora (CT)           | Avversario             | Risultato          | Record             | Stadio                     | TV                 | Sintesi            |
| 1                 | 7 settembre        | 3:05 p.m.          | @ Denver Broncos       | -                  | -                  | Empower Field at Mile High | Fox                | -                  |
| 2                 | 14 settembre       | 12:00 p.m.         | Los Angeles Rams       | -                  | -                  | Nissan Stadium             | CBS                | -                  |
| 3                 | 21 settembre       | 12:00 p.m.         | Indianapolis Colts     | -                  | -                  | Nissan Stadium             | CBS                | -                  |
| 4                 | 28 settembre       | 12:00 p.m.         | @ Houston Texans       | -                  | -                  | NRG Stadium                | CBS                | -                  |
| 5                 | 5 ottobre          | 3:05 p.m.          | @ Arizona Cardinals    | -                  | -                  | State Farm Stadium         | CBS                | -                  |
| 6                 | 12 ottobre         | 3:05 p.m.          | @ Las Vegas Raiders    | -                  | -                  | Allegiant Stadium          | Fox                | -                  |
| 7                 | 19 ottobre         | 12:00 p.m.         | New England Patriots   | -                  | -                  | Nissan Stadium             | CBS                | -                  |
| 8                 | 26 ottobre         | 3:25 p.m.          | @ Indianapolis Colts   | -                  | -                  | Lucas Oil Stadium          | CBS                | -                  |
| 9                 | 2 novembre         | 12:00 p.m.         | Los Angeles Chargers   | -                  | -                  | Nissan Stadium             | CBS                | -                  |
| 10                | Settimana di pausa | Settimana di pausa | Settimana di pausa     | Settimana di pausa | Settimana di pausa | Settimana di pausa         | Settimana di pausa | Settimana di pausa |
| 11                | 16 novembre        | 12:00 p.m.         | Houston Texans         | -                  | -                  | Nissan Stadium             | Fox                | -                  |
| 12                | 23 novembre        | 12:00 p.m.         | Seattle Seahawks       | -                  | -                  | Nissan Stadium             | Fox                | -                  |
| 13                | 30 novembre        | 12:00 p.m.         | Jacksonville Jaguars   | -                  | -                  | Nissan Stadium             | CBS                | -                  |
| 14                | 7 dicembre         | 12:00 p.m.         | @ Cleveland Browns     | -                  | -                  | Huntington Bank Field      | Fox                | -                  |
| 15                | 14 dicembre        | 3:25 p.m.          | @ San Francisco 49ers  | -                  | -                  | Levi's Stadium             | Fox                | -                  |
| 16                | 21 dicembre        | 12:00 p.m.         | Kansas City Chiefs     | -                  | -                  | Nissan Stadium             | CBS                | -                  |
| 17                | 28 dicembre        | 12:00 p.m.         | New Orleans Saints     | -                  | -                  | Nissan Stadium             | CBS                | -                  |
| 18                | 3/4 gennaio        | Da def.            | @ Jacksonville Jaguars | -                  | -                  | EverBank Stadium           | Da def.            | -                  |

Note:
- Gli avversari della propria division sono in grassetto.
- Il simbolo "@" indica una partita giocata in trasferta.
- Data e orario della gara del diciottesimo turno saranno stabilite dopo lo svolgimento del diciassettesimo turno.